# Mary Dixon Kies
Mary Dixon Kies, född 1752, död 1837, var en amerikansk uppfinnare.
Hon mottog år 1809 patent för en metod att spinna silke med halm och tråd för att tillverka material för hattar. Hon har traditionellt kallats för den första kvinna som mottog ett patent som uppfinnare i USA, men hon var i själva verket den tredje: efter Hannah Slater 1793 och Hazel Irwin 1808. 